# Samurai Spirit
Samurai Spirit est un jeu coopératif créé par Antoine Bauza et édité chez Fun Forge. Les joueurs doivent s'y entraider et utiliser astucieusement les différentes possibilités qui leur sont offertes pour éviter que les brigands ne mettent à sac le village qu'ils ont juré de protéger.

## Résumé des règles
La partie se déroule en trois manches correspondant aux différentes vagues de brigands déferlant sur le village. Chacune de ces manches se trouvant être plus dure que la précédente par l'ajout de nouvelles cartes brigands entre chaque manches. Pour chaque manche, on commence par mélanger les brigands puis, à tour de rôle, les joueurs décident de l'action qu'ils effectuent et ce jusqu'à épuisement de la pioche brigand qui clot la manche. Les actions peuvent être de combattre, de soutenir un autre samuraï ou de se rendre pour la manche. Les règles régissant le combat permettent aux samuraïs de défendre le village et de déclencher leur pouvoirs spéciaux mais au risque de se voir dépasser par les bandits et de subir des pénalités.
Une utilisation astucieuse des différents pouvoirs et des actions se révèlent ainsi indispensable pour tenir jusqu'à la fin de la troisième manche ce qui est le seul moyen de gagner la partie.